# Hell Bent
Hell Bent is een Amerikaanse western uit 1918 onder regie van John Ford.

## Verhaal
Een auteur wil zijn personages realistischer maken. Hij kijkt daarom naar een schilderij. Hij doet inspiratie op en vindt zich terug in Wilde Westen.

## Rolverdeling
| Acteur            | Personage      |
| ----------------- | -------------- |
| Harry Carey       | Cheyenne Harry |
| Duke R. Lee       | Cimmaron Bill  |
| Neva Gerber       | Bess Thurston  |
| Vester Pegg       | Jack Thurston  |
| Joe Harris        | Beau Ross      |
| Steve Clemente    |                |
| Millard K. Wilson |                |